# Basketbol'nyj klub Minsk
Il B.K. Cmoki Minsk è una società cestistica, avente sede a Minsk, in Bielorussia. Fondata nel 2006 come Minsk 2006, nel 2012 ha assunto la denominazione attuale. Gioca nel campionato bielorusso.
Disputa le partite interne nella Minsk Arena, che ha una capacità di 15.000 spettatori.

## Roster 2019-2020
Aggiornato al 7 agosto 2019.
|    | Naz.                                    | Ruolo | Sportivo               | Anno | Alt. | Peso |  |
| -- | --------------------------------------- | ----- | ---------------------- | ---- | ---- | ---- |  |
| 1  | Bielorussia (bandiera)                  | PG    | Kiryl Sitnik           | 1989 | 190  | 89   |  |
| 2  | Stati Uniti (bandiera)                  | G     | Dominez Burnett        | 1992 | 196  | 95   |  |
| 5  | Stati Uniti (bandiera)                  | G     | Rob Lowery             | 1987 | 188  | 78   |  |
| 6  | Bielorussia (bandiera)                  | A     | Aliaksei Trastsinetski | 1986 | 200  | 98   |  |
| 10 | Bielorussia (bandiera)                  | AP    | Vitali Liutych         | 1992 | 198  | 92   |  |
| 12 | Bielorussia (bandiera)                  | A     | Yauheni Beliankou      | 1995 | 197  | 95   |  |
| 15 | Bielorussia (bandiera)                  | G     | Andrei Stabrouski      | 1997 | 184  |      |  |
| 17 | Bielorussia (bandiera)                  | G     | Andrei Rahozenka       | 1997 | 184  | 82   |  |
| 18 | Serbia (bandiera) · Bulgaria (bandiera) | P     | Branko Mirković        | 1982 | 190  | 85   |  |
| 23 | Regno Unito (bandiera)                  | AG    | Ryan Martin            | 1991 | 206  | 102  |  |
| 30 | Bielorussia (bandiera)                  | AC    | Uladzimir Verameenka   | 1984 | 208  | 107  |  |
| 31 | Francia (bandiera)                      | C     | Alex Gavrilovic        | 1991 | 208  |      |  |
| 34 | Bielorussia (bandiera)                  | AP    | Aliaksandr Pustahvar   | 1985 | 201  |      |  |

### Staff tecnico
| Allenatore: | Rotislav Vergun                  |
| Assistenti: | Edmunds Valeiko, Wojciech Walich |

## Palmarès
- Campionati bielorussi: 16

2008-2009, 2009-2010, 2010-2011, 2011-2012, 2012-2013, 2013-2014, 2014-2015, 2015-2016, 2016-2017, 2017-2018, 2018-2019, 2019-2020, 2020-2021, 2021-2022, 2022-2023, 2023-2024
- Coppa di Bielorussia: 13

2009, 2010, 2011, 2012, 2013, 2014, 2015, 2016, 2017, 2018, 2019, 2020, 2021

## Cestisti
- Rashaun Freeman 2014-2015